# Сочхон (повіт)
Сочхо́н (кор. 서천군?, 舒川郡?, Seocheon-gun) повіт в провінції Південний Чхунчхон, Південна Корея.
| Корея | Це незавершена стаття з географії Республіки Корея. Ви можете допомогти проєкту, виправивши або дописавши її. |